# Sigmaringen in der Literatur
Die Wahrnehmung Sigmaringens in der Literatur ergibt sich vor allem durch die Verbindung der Stadt mit der Biographie vieler bekannter Franzosen, bedingt einerseits durch die Heiratspolitik der Hohenzollern, andererseits durch die Zeit des mit den Nationalsozialisten kollaborierenden Vichy-Regimes und die Zugehörigkeit zur französischen Zone in der Nachkriegszeit. Mehrere Bücher, in denen Sigmaringen thematisiert wird, wurden in französischer Sprache geschrieben. Hauptsujets sind das Haus Hohenzollern-Sigmaringen, seine Mitglieder und seine Geschichte, die Ära der marionettenhaften Vichy-Regierung im Zweiten Weltkrieg und die Donau als der verbindende Strom Europas.

## Weltliteratur

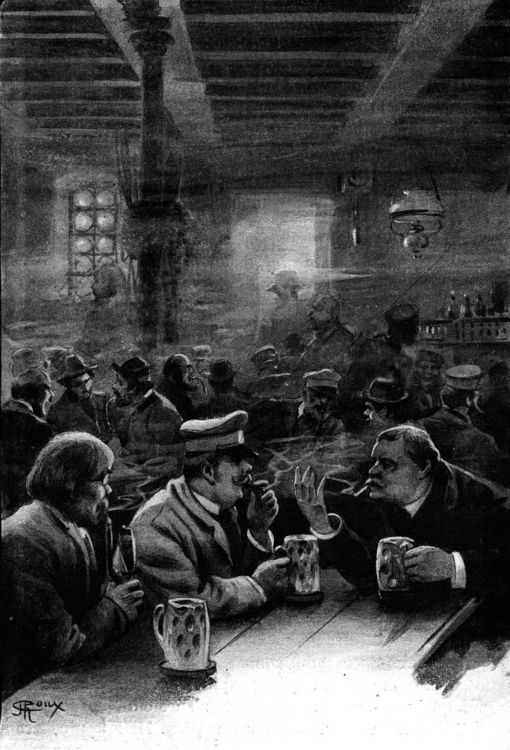
Le Pilote du Danube gezeichnet von George Roux

### Jules Verne
Der Pilot von der Donau (Original: Le Pilote du Danube), 1908: Der französischen Schriftsteller Jules Verne (1828–1905) schrieb 1901 den erst posthum veröffentlichten Roman Der Pilot von der Donau. Das erste Kapitel hat die Überschrift: Das Wettangeln in Sigmaringen. Der Roman beginnt in Sigmaringen, wo alljährlich ein internationaler Angelwettbewerb des „Donaubundes“ stattfindet; der Fischer Ilia Brusch, zweimaliger Hauptsieger, verpflichtet sich mit seiner Jolle von Sigmaringen donauabwärts bis zum Schwarzen Meer zu fahren, und auf dieser Reise nur vom Erlös des Fischfangs zu leben.

### Arthur Schnitzler
Der österreichische Literat Arthur Schnitzler schrieb in seiner sozialkritischen Erzählung über einen fiktiven Herzog des Fürstentums Sigmaringen, der sich auf seinem Schloss Karolslust nur den Vergnügungen hingibt. Vor dem Hintergrund des 18. Jahrhunderts schildert Schnitzler ironisch die Unmöglichkeit der ehelichen Gemeinschaft und des politischen Fortschritts.

### Louis-Ferdinand Céline
Von einem Schloss zum andern (Originaltitel: D’un château l’autre), 1957: Der französische Schriftsteller Louis-Ferdinand Céline (1894–1961) thematisiert in seinem Roman seine Erlebnisse während der Vichy-Regierung in Sigmaringen. Dieser autobiographische Roman aus dem Rowohlt Verlag beginnt in Sigmaringen, wo Céline unter furchtbaren Bedingungen als Lagerarzt arbeitet, zum Kriegsende aber mit seiner Frau nach Dänemark weiterflüchtet. Die absolute Respektlosigkeit in seiner politischen Abrechnung und seine ausdrucksstarke, exzessive Sprache machten ihn zu einem der wichtigsten Autoren des 20. Jahrhunderts.

### Ernst Jünger

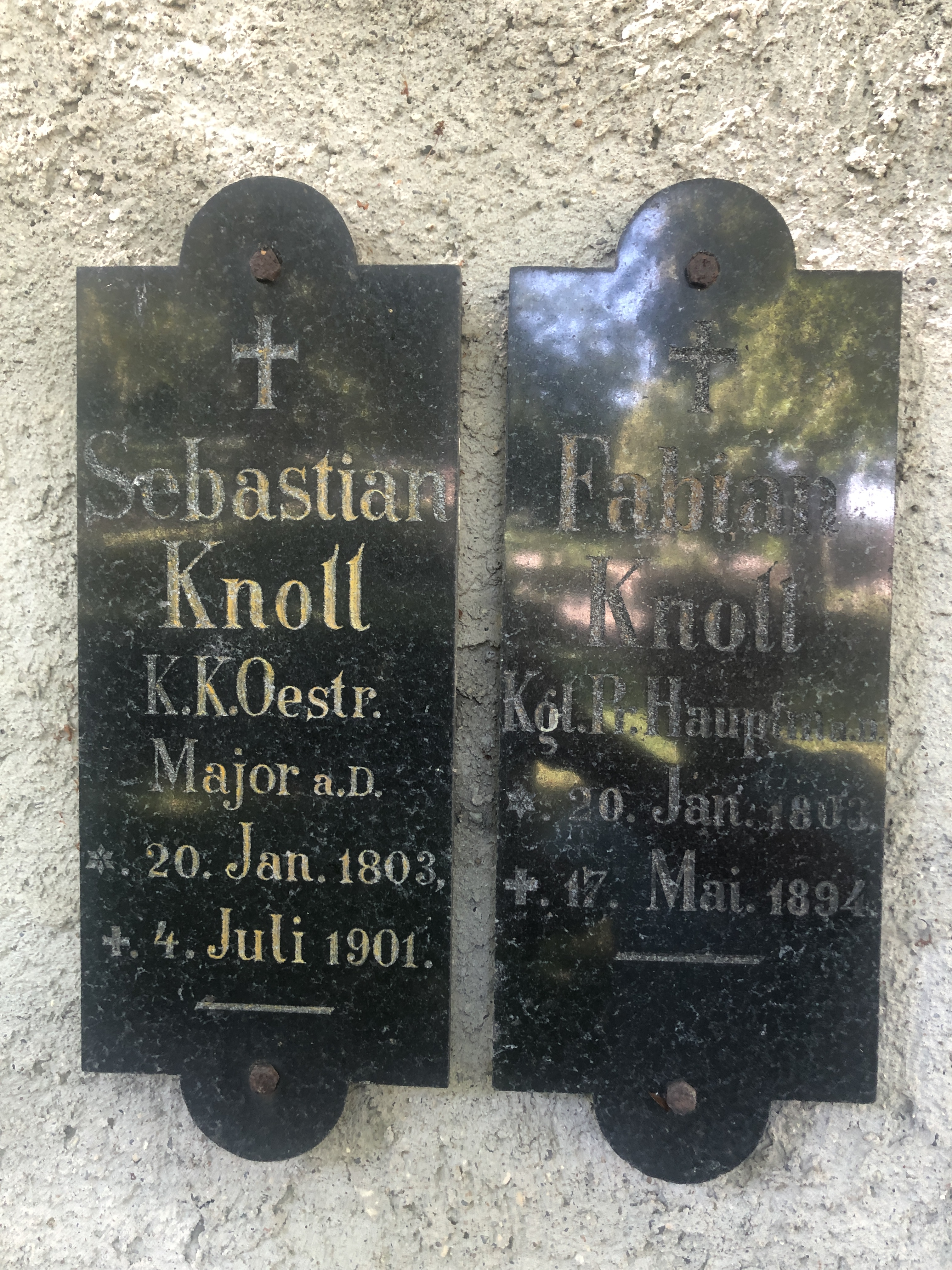
Grabtafeln der Brüder Knoll, von Ernst Jünger in seinen Tagebuchnotizen erwähnt

1966/1985: Der im nahen Wilflingen lebende Schriftsteller und Naturforscher Ernst Jünger (1895–1998) schrieb in mehreren seiner Tagebuchnotizen, u. a. Siebzig Verweht I, erschienen bei Klett-Cotta, über Sigmaringen.

### Claudio Magris
Der italienische Schriftsteller, Germanist und Übersetzer Claudio Magris (* 1939) schreibt über den Besuch der Stadt und des Schlosses seines 1986 im Hanser Verlag erschienenen Buches Donau – Biographie eines Flusses (Original: Danubio).

### Peter Esterházy
Donau abwärts (Original: Hahn-Hahn grófnő), 1992 im Residenz Verlag erschienen: Der ungarische Schriftsteller und Essayist Péter Esterházy (1950–2016) schreibt über eine Donau-Reise, die er als Alias „Murkel“ 1963 mit seinem sagenhaften Onkel Roberto unternommen hat. Der Roman in Collagenform mit vielen literarischen Anspielungen. Der ungarische Titel des Romans Hahn-Hahn grófnő heißt übersetzt Gräfin Hahn-Hahn und bezieht sich auf die Schriftstellerin Ida Hahn-Hahn. In Sigmaringen freundet sich Onkel Roberto mit zwei Frauen an, welche die beiden für ein paar Tage begleiten.

### Pierre Assouline
Sigmaringen., 2015: Pierre Assouline (* 1953), französischer Schriftsteller, Journalist und Prix-Goncourt-Preisträger, dessen Vater als französischer Soldat während des Vichy-Regimes in Sigmaringen stationiert war, veröffentlichte seinen Roman 2015. Die Handlung spielt in der Zeit der Beschlagnahmung des Schlosses durch die Vichy-Regierung und schildert die Geschehnisse aus Sicht von Julius Stein, dem fiktiven Hofmeister der Hohenzollern. Vorbild für diese Figur war der Sigmaringer Hofbeamte Heinrich Oelker.

## Sonstige deutschsprachige Literatur

### Hanns Otto Stehle
Der Sigmaringer Hanns Otto Stehle thematisiert in seinem etwa 1958 erschienenen Roman Das Zaubertal die Gefahren der Zerstörung der Idylle des Donautales. Der Plan des Hamburger Industriellen Watenkamp ein Vergnügungszentrum zur Erschließung des Tourismus zu bauen, führt zu Meinungsverschiedenheiten mit seiner Tochter Ruth.

### Gabriele Loges
Die Journalistin und Schriftstellerin Gabriele Loges veröffentlichte 2013 im Klöpfer & Meyer Verlag den Roman Paris, Sigmaringen oder Die Freiheit der Amalie Zephyrine von Hohenzollern, eine ergänzte Neuauflage erfolgte 2018 im Gmeiner Verlag. Der Roman verbindet die fiktiven und historische Ereignisse der Protagonistin Angelika mit dem Leben der aus Sigmaringen geflohenen Fürstengattin Amalie Zephyrine von Salm-Kyrburg miteinander. Außerdem treten weitere Persönlichkeiten der deutsch-französischen Beziehungen bis hin zur Vichy-Regierung auf.

## Sonstige französischsprachige Literatur

### Martin Graff
Der Elsässer Schriftsteller, Filmemacher und Pfarrer Martin Graff schrieb nach einer mehrteiligen Fernsehdokumentation über eine Donaureise das Buch Donauträume – Stomaufwärts nach Europa (Original: Le réveil du Danube – Une géopolitique vagabonde) und schilderte seine Erlebnisse im Jahre 1992 in Sigmaringen.

### Lucette Destouches
Die Tänzerin Lucette Destouches, die Frau von Louis-Ferdinand Céline, schrieb 2001 gemeinsam mit ihrer Schülerin Véronique Robert über ihr gemeinsames Leben mit Céline das Buch Mein Leben mit Céline (Original: Céline secret) im Piper Verlag und schilderte die Zeit in Sigmaringen im Kapitel VI.

## Sigmaringen in Biographien

### Ernst Heinrich von Sachsen
Ernst Heinrich von Sachsen (1896–1971), Sohn des letzten sächsischen Königs Friedrich August III. und Schwager des Sigmaringer Fürsten Friedrioh von Hohenzollern beschreibt in seiner erst 1979 posthum veröffentlichten Autobiographie Mein Lebensweg – Vom Königsschloss zum Bauernhof das Ende des Zweiten Weltkrieges in Sigmaringen.

### Wolfgang Widmaier
Der Musikwissenschaftler Wolfgang Widmaier, Sohn des Hechinger Schriftstellers, Komponisten und Künstlers Karl Widmaier, wuchs nach dem frühen Tod des Vaters mit seinen Brüdern in Sigmaringen auf und veröffentlichte 2012 seine Jugenderinnerungen unter dem Titel Spiel und Ernst – Meine Lebensgeschichte 1926 bis 1946 im Gmeiner Verlag.

## Sigmaringen in Krimis

### Ulla Neumann
Die gebürtige Sigmaringer Kinderbuchautorin und Keramikerin Ulla Neumann schildert in ihrem 2012 bei Oertel+Spörer erschienenen Regional-Krimi Eiskalt – Ein Donautal-Krimi das Stadtbild von Sigmaringen.

### Silke Nowak
Im 2014 erschienenen Kriminalroman Schneekind der Autorin Silke Nowak spielt das Anwesen der Familie Marquard in Sigmaringen das Schloss Albstein eine zentrale Rolle. Inspiriert wurde es vom Schloss Baelchenstein, oberhalb des Sigmaringer Friedhofes. Die Protagonistin Anne, Hebamme an der Berliner Charité leidet an einer Angststörung, von der sie immer in der Nacht des Heiligen Abends heimgesucht wird. Mit ihrem Verlobten dem Chirurgen Alex Marquard feiert sie das Weihnachtsfest auf dem Landsitz der Familie.

## Sonstige Literatur zu Sigmaringen

### Walter Frick
Der Journalist und Heimatforscher Walther Frick, Verfasser mehrerer Schriften über Sigmaringen verfasste 1985 die Schrift Gang über die Fluren und erklärt in diesem Band die Entstehung der einzelnen Sigmaringer Gewann-Namen und deren Geschichte, so zum Beispiel über die Bedeutung von Laiz als historischer Donau-Furt.

### Gottfried Müller
Der Künstler, Autor und Professor für Architekturdarstellung Gottfried Müller veröffentlichte 1997 die Satire Das unbekannte Sigmaringen – Bericht einer Forschungsreise, illustriert mit eigenen Zeichnungen und in Form eines handschriftlichen Schüleraufsatzes. Gottfried Müller sinniert darin bspw. über das Alter von Sigmaringen.

### Tino Berlin und Matthias Kehle
Die beiden Autoren Tino Berlin und Matthias Kehle veröffentlichten 2014 das Buch Ohne Geld durch Schwaben – Zwei Badener testen die Württemberger und widmeten dem hohenzollerischen Sigmaringen hier ein eigenes Kapitel mit dem Titel. Zu Besuch bei Prinz Albrecht im Schloss Sigmaringen.

### Clemens Klünemann
Der Autor Clemens Klünemann analysiert in seinem 2019 erschienenen Buch Sigmaringen. Eine andere deutsch-französische Geschichte die Bedeutung der Stadt für die französische Geschichte bis heute.